# M48 Патон
М48 Патон је амерички главни борбени тенк (МБТ) прве генерације представљен фебруара 1952. године, означен као 90 gun tank: М48. Дизајниран је као замена за тенкове М26 Першинг, М4 Шерман, М46 и М47 Паттон и био је главни борбени тенк америчке војске и корпуса маринаца у Вијетнамском рату. Скоро 12.000 М48с. произведени су, углавном од стране Chrisler-a и Аmerican Locomotive Company, од 1952. до 1961. М48 Паттон је био први амерички тенк са средњим топовима и са четворочланом посадом, који је заменио традиционалне тенкове од 5 чланова посаде, средишњи простор за возача и не прамчани митраљез. Као и код скоро свих нових оклопних возила, имао је широк избор система вешања, стилова куполе, погонских пакета, блатобрана и других детаља међу појединачним тенковима.
Рани дизајни, све до М48А2C, били су покретани бензинским мотором. Верзије М48А3 и А5 користиле су дизел мотор, међутим, верзије са бензинским мотором су још увек биле у употреби у Националној гарди америчке војске до 1968. и до 1975. године од стране многих јединица Западне Немачке. Бројни примери М48 видели су борбену употребу у разним арапско-израелским сукобима и Вијетнамском рату. Почевши од 1959. године, већина америчких М48А1 и А2 је надограђена на модел М48А3.
Серија М48 Паттон имала је широку употребу у Сједињеним Државама и НАТО-у све док је није заменио тенк М60. Широко се извозило. Труп тенка је такође развио широк избор експерименталних и помоћних возила као што су оклопна возила за спасавање и мостови. Неки модели М48А5 служили су средином 1980-их у јединицама Националне гарде америчке војске, а М48А3 су коришћени као мете за тестирање оружја и радара до средине 1990-их.
Многи М48 остају у служби у другим земљама осим у САД. Већина њих је модификована и њихова ватрена моћ, мобилност и заштита су побољшани како би се повећала њихова борбена ефикасност на модерном бојном пољу. Од 2015. године, Турска је највећи оператер са преко 750 јединица у употреби, Тајван је други са приближно 500 надограђених варијанти, а Грчка је трећа са 390 у употреби.
Историја
Након завршетка Другог светског рата, команда за наоружање тенкова-аутомобила Сједињених Држава (ОТАЦ) драстично је успорила или отказала многе програме развоја и дизајна тенкова. Дана 7. новембра 1950. годинe.

## Корисници
- САД